# Leão de Nova Iguaçu
Grêmio Recreativo Escola de Samba Leão de Nova Iguaçu é uma escola de samba de Nova Iguaçu, que participa do carnaval da cidade do Rio de Janeiro desde 1986, quando resolveu transformar-se em escola de samba.
Já esteve sediada no Centro do município[carece de fontes?] e atualmente está no bairro de Santa Eugênia. Seu padroeiro é São Jerônimo.

## História

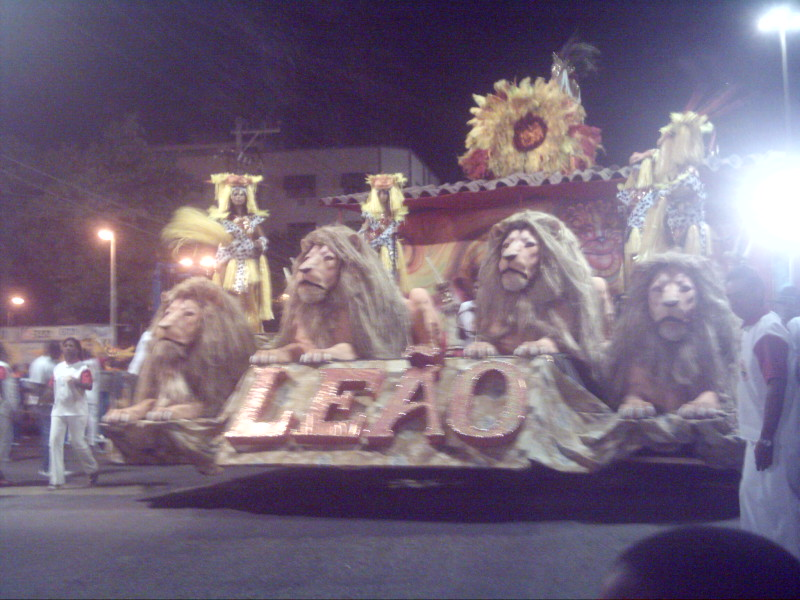
Carro alegórico da escola em 2009

A agremiação foi criada a partir de um time de futebol amador que existia na década de 1960, no bairro de Santa Eugênia, chamado Os Intocáveis. Integrantes do time inicialmente criaram o "Bloco dos Índios", onde cada um de seus integrantes saía vestido como um indígena, e alguns, caracterizados como animais. Após alguns anos, o bloco cresceu e seus integrantes criaram o Grêmio Recreativo União de Nova Iguaçu. Quando foram registrar, por um erro do agente cartorário, a palavra "união" acabou sendo registrada como "leão", e após tomarem conhecimento do erro, os integrantes da agremiação acabaram gostando da palavra e oficializaram. No então bloco, Neguinho da Beija-Flor cantou antes de ir para a Beija-Flor. A Leão se transformou em escola de samba somente em 1986.
Na sua primeira apresentação conseguiu um terceiro lugar no Grupo 4 e no ano seguinte tirou o primeiro lugar, com o enredo O Coração de Ganga-Zumba, subindo para o Grupo 3.
Na gestão do presidente Paulo dos Santos Oliveira, a Leão de Nova Iguaçu conseguiu chegar ao Grupo Especial em 1992, com enredo em  homenagem a Janete Clair. Mas, apesar do bom desfile, a escola foi rebaixada.

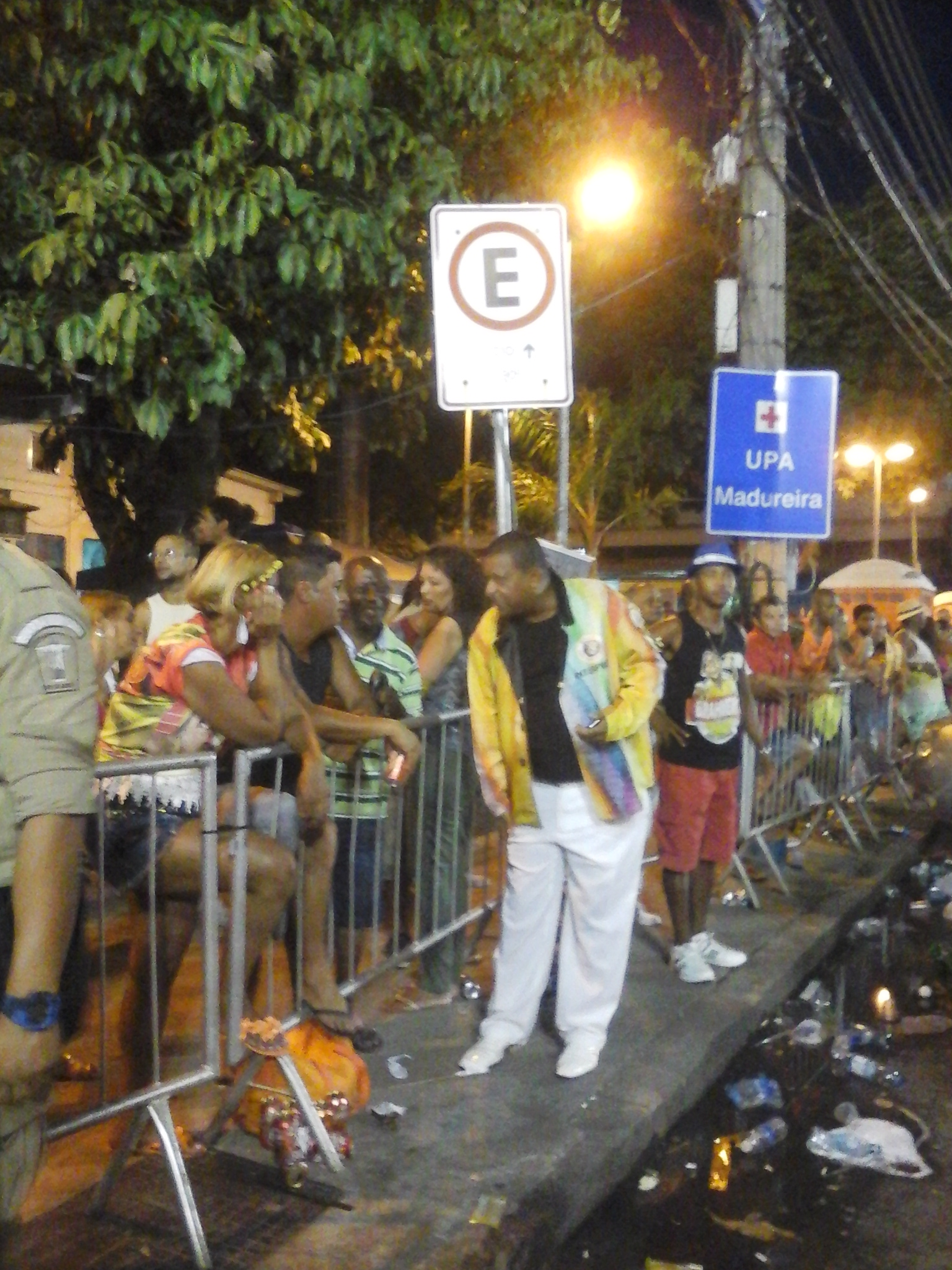
O intérprete Nêgo, na concentração da escola em 2016

Após o desfile de 1992, o então presidente saiu e a escola passou por momentos difíceis em sua travessia no carnaval.
A partir de 1999, com a entrada do presidente Jorge Marrote Correa, a escola conseguiu superar seus momentos difíceis e obteve o primeiro lugar do Grupo C.
Em 2000, foi campeã do Grupo B, subindo para o Grupo A, quando possuía maiores chances de voltar ao Grupo Especial. Depois com a entrada do presidente Célio Gouvêia, a escola sofre três rebaixamentos consecutivos, chegando a desfilar no então Grupo D, a quinta divisão.

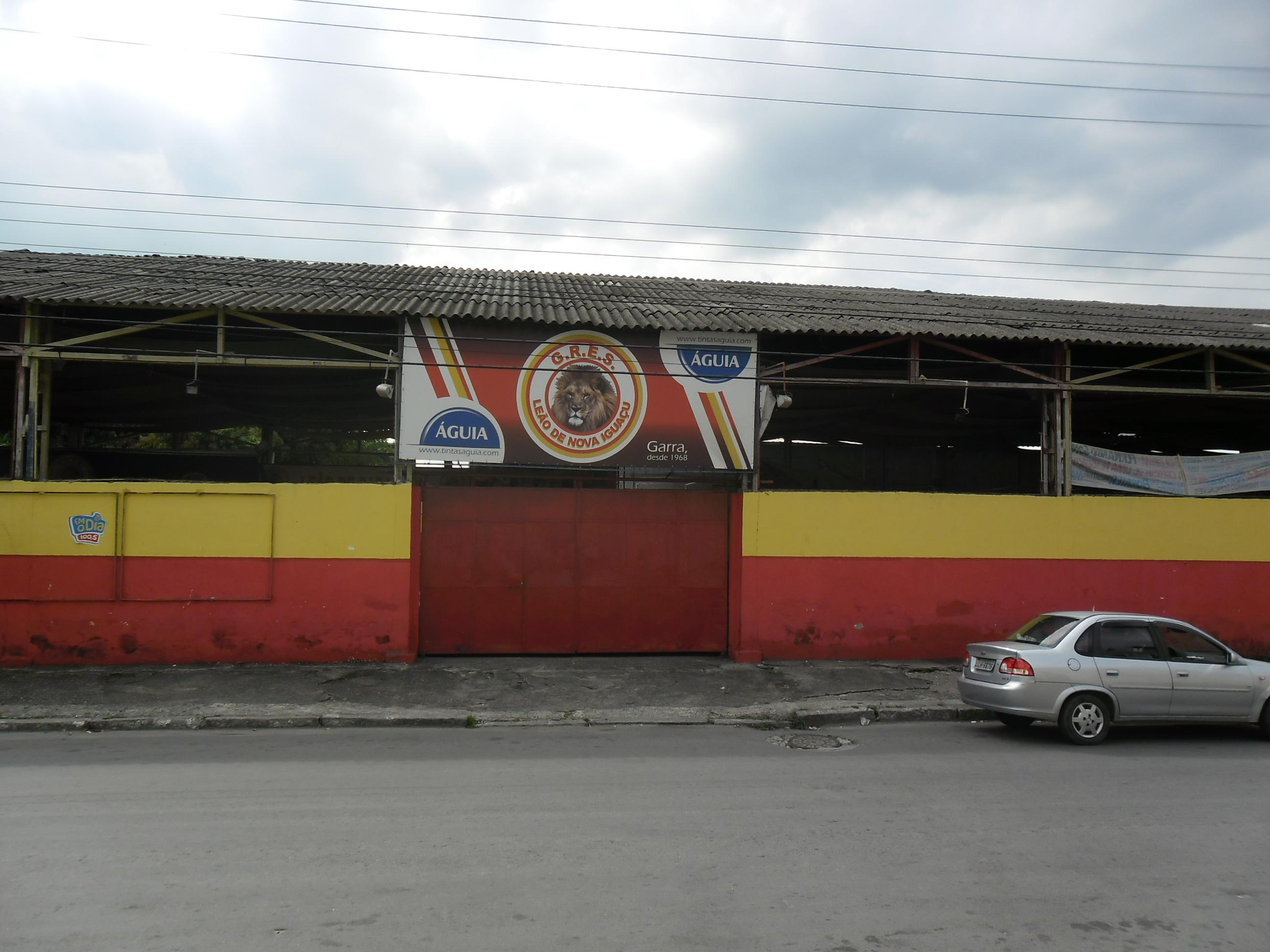
Quadra da escola em 2013

Em 2009, a escola iguaçuana homenageou a sua própria trajetória com o enredo Da pré-história ao carnaval, o Leão conta a sua história, que foi desenvolvido pelos carnavalescos Marco Aranha e Marcyo de Oliveira. Contudo, a agremiação ficou na 12ª colocação com 154,3 pontos, sendo uma das quatro rebaixadas para o Grupo Rio de Janeiro 4, em 2010.
Overdan Rodrigues da Silva, o Bira, foi eleito presidente da escola em 2009, sucedendo Emerson Mattos que assumiu interinamente após a renúncia de Chiquinho de Furnas. Depois do descenso no carnaval de 2009, a escola optou por homenagear Neguinho da Beija-Flor, contratando os novatos Léo Mídia para ser o carnavalesco, e Jones Dias, como intérprete oficial, além de montar uma comissão de harmonia e carnaval. Foi a primeira a se apresentar na estrada Intendente Magalhães, na terça-feira de Carnaval, sagrando-se campeã do Grupo Rio de Janeiro 4, e ascendendo, portanto, ao Grupo Rio de Janeiro 3 (quinta divisão).

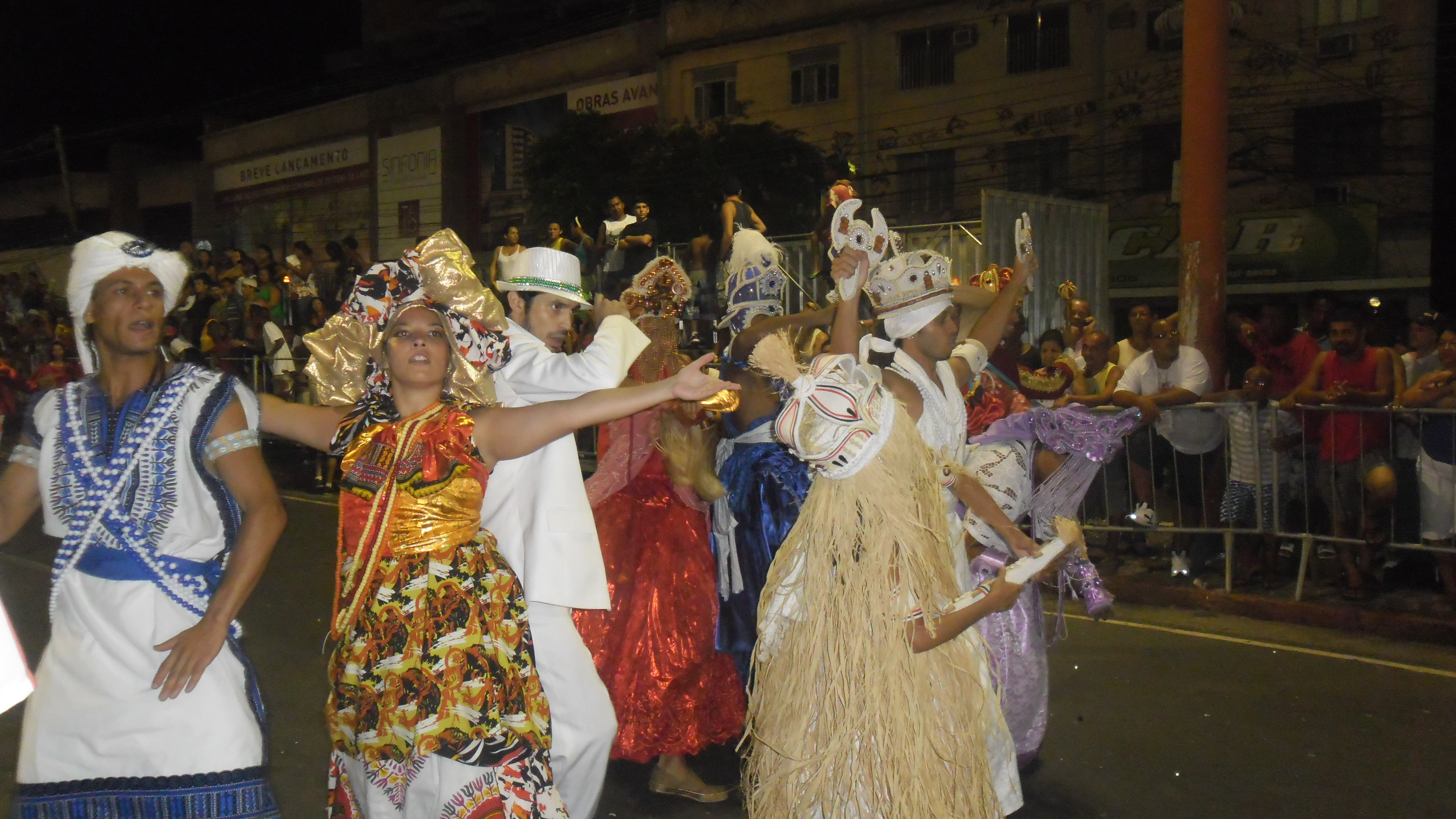
Comissão de frente da escola, no carnaval de 2013

Em 2013, teve como enredo, o ex-mestre de bateria e filho de Mestre André, (Andrezinho). A pedido do homenageado, a escola encomendou um samba de Arlindo Cruz, Arlindo Neto e Babi - respectivamente cunhado, sobrinho e irmã do homenageado. Babi também desfilou como porta-bandeira da escola, ao lado da Toninho. Com um desfile qualificado pela imprensa especializada como um dos melhores da noite, foi a vice-campeã do Grupo D.
No ano de 2014 a escola homenageou Babi, compositora do samba do ano anterior, e irmã do homenageado naquele samba, o próprio Andrezinho, e esposa de Arlindo Cruz, que é considerada uma das grandes porta-bandeiras do carnaval. O samba foi novamente encomendado para a própria família, sendo uma parceria de Arlindo Cruz, Arlindo Neto e Flora - filha de Arlindo Cruz, irmã de Arlindo Neto.
Em 2015 a escola apresentou Zumbi dos Palmares e Nelson Mandela como homenageados em seu enredo. Fazendo um desfile arrebatador, a agremiação levou o campeonato perdendo apenas dois décimos do total de pontos.
Com o enredo "Pas de Dance - Hoje tem festa no arraiá!" a escola iguaçuana conquistou a terceira colocação em 2016, ficando a décimos da primeira colocada, Acadêmicos do Sossego. Entre suas atrações, naquele ano, estiveram os consagrados Cid Carvalho e Nêgo.

## Nomes históricos da escola
| Nome                   | Ref.   |
| Dedé da Portela        | [ 8 ]  |
| Darcy da Mangueira     | [ 9 ]  |
| Jairo Bráulio          | [ 10 ] |
| Nêgo                   | [ 10 ] |
| Neguinho da Beija-Flor | [ 11 ] |
| Pixulé                 | [ 10 ] |

## Segmentos

### Presidentes

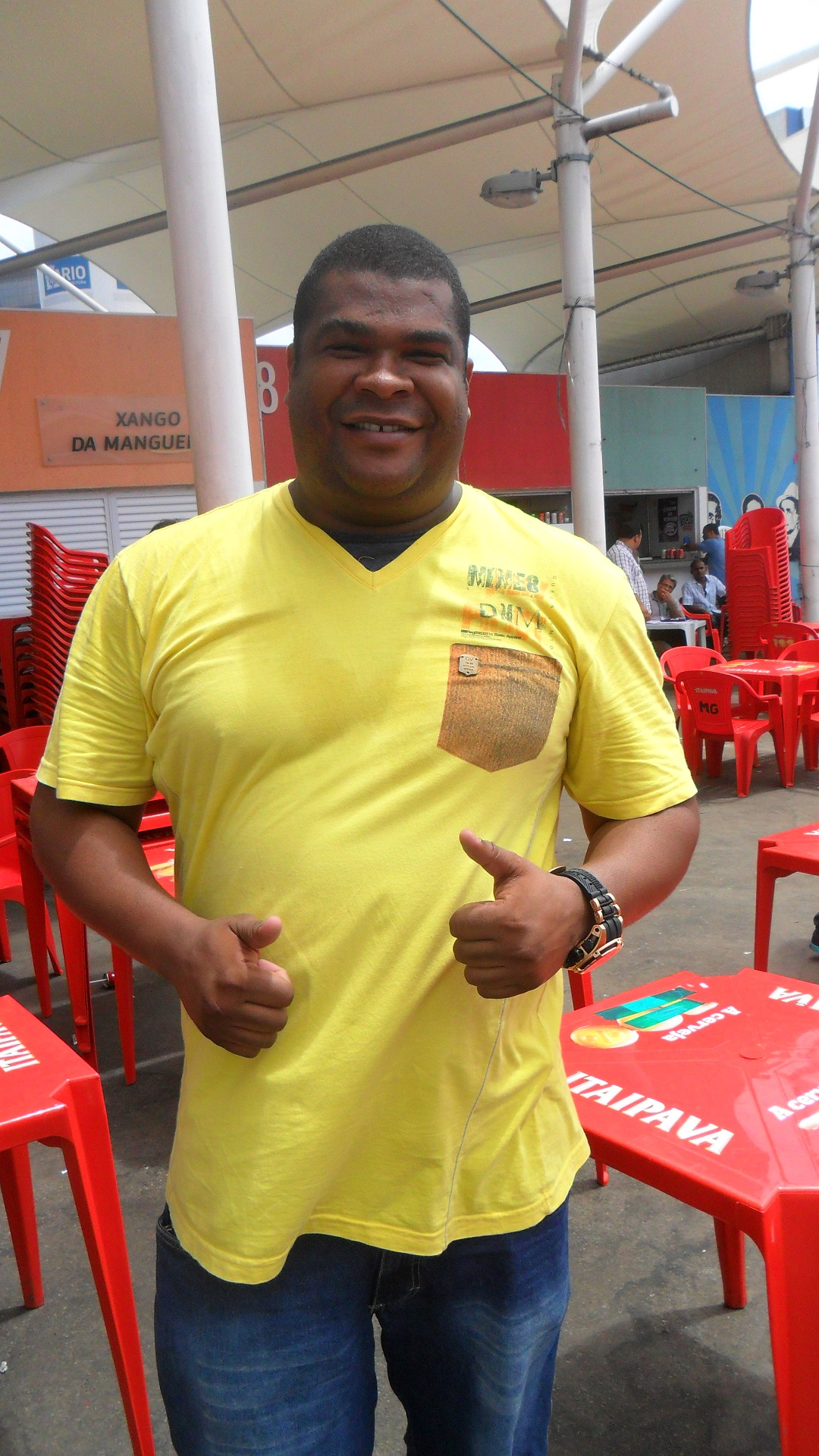
Bira, o presidente da escola, após a conquista do título da Série C de 2015

| Nome                | Mandato         | Ref.   |
| ------------------- | --------------- | ------ |
| Paulo Tenente       | 1989-1993       | [ 12 ] |
| Mario Maia          | 1994            | [ 12 ] |
| Luiz Faria          | 1995-1998       | [ 12 ] |
| Jorge Marrotte      | 1999-2003       | [ 12 ] |
| Célio Gouveia       | 2004-2006       | [ 12 ] |
| Chiquinho de Furnas | 2007-2008       | [ 12 ] |
| Emerson Mattos      | 2009-2010       | [ 12 ] |
| Bira do Leão        | 2011-2019       | [ 12 ] |
| Allan Negão         | 2019-2021       | [ 1 ]  |
| Ratinho             | 2021-atualidade |        |

- Commons

### Presidentes de Honra
| Nome          | Mandato         | Ref.   |
| ------------- | --------------- | ------ |
| Jorge Marotte | 2011-2012       | [ 13 ] |
| Paulo Tenente | 2013-atualidade | [ 2 ]  |

### Diretores
| Ano       | Direção de Carnaval                                                | Direção de Harmonia | Mestre de Bateria   | Ref.                 |
| --------- | ------------------------------------------------------------------ | ------------------- | ------------------- | -------------------- |
| 2013      | Canjica                                                            | Feijão e Souzinha   | Renatinho           | [ 2 ]                |
| 2014      | Tatiane Vasconcellos                                               | Mauro Tito          | Renatinho           | [ 14 ]               |
| 2015      | Carlinho Família                                                   | Mauro Tito          | Bolinha e Renatinho | [ 15 ] [ 16 ] [ 17 ] |
| 2016      | Serginho Harmonia                                                  | Mauro Tito          | Dó e Bolinha        |                      |
| 2017-2018 | Mauro Tito                                                         | Sidinho Júnior      | Bolinha             |                      |
| 2019      | Marcelo Nogueira, Andressa Campos Márcio Oliveira, Wilson Paladino | Marcelo Nogueira    | Bolinha             |                      |
| 2020      | Rubinho e Paulo Preto                                              | Sidinho Júnior      | Michel Silva        | [ 1 ]                |
| 2024      | Allan Negão                                                        |                     | Laísa Lima          |                      |

### Intérpretes
| Período   | Intérprete oficial                                                         | Referência |
| --------- | -------------------------------------------------------------------------- | ---------- |
| 1987–1988 | Jairo Bráulio                                                              | [ 18 ]     |
| 1989      | Dedé da Portela                                                            | [ 19 ]     |
| 1990–1995 | Jairo Bráulio                                                              | [ 18 ]     |
| 1996      | Jairo Bráulio e Pixulé                                                     | [ 18 ]     |
| 1997–1999 | Pixulé                                                                     | [ 20 ]     |
| 2000      | Márcio Orelha, Emerson Mattos, Sandro, Paulinho Pontes e Serginho do Porto | [ 21 ]     |
| 2001–2004 | Pixulé                                                                     | [ 20 ]     |
| 2005–2007 | Tiganá                                                                     | [ 22 ]     |
| 2008      | Paulinho Pontes                                                            | [ 23 ]     |
| 2009      | Tiganá                                                                     | [ 22 ]     |
| 2010      | Jones Dias                                                                 | [ 24 ]     |
| 2011      | Bico Doce                                                                  | [ 25 ]     |
| 2012      | Alexandre                                                                  | [ 26 ]     |
| 2013      | Taroba e Arlindo Neto                                                      | [ 27 ]     |
| 2014      | Alexandre                                                                  | [ 28 ]     |
| 2015      | Taroba e Tonho                                                             | [ 29 ]     |
| 2016      | Nêgo                                                                       | [ 30 ]     |
| 2017      | Bico Doce                                                                  | [ 31 ]     |
| 2018      | Taroba                                                                     |            |
| 2019-2020 | Márcio Oliveira                                                            | [ 1 ]      |
| 2022      | Nino do Milênio                                                            |            |
| 2023      | Pixulé                                                                     |            |
| 2024      | Tiganá                                                                     | [ 22 ]     |

### Coreógrafos
| Anos      | Nome                          | Ref.   |
| --------- | ----------------------------- | ------ |
| 2001-2002 | Renatinho                     |        |
| 2003      | Alexandre Lima                |        |
| 2004      | Jussara Pádua                 |        |
| 2005-2006 | Artur Miranda Rosa            |        |
| 2007      | Maira                         |        |
| 2008-2010 | Dijalma                       |        |
| 2011-2012 | Paulinho                      |        |
| 2013-2014 | Paulinho                      | [ 2 ]  |
| 2015-2017 | Hélder Sátiro                 | [ 17 ] |
| 2018-2020 | Maicon Teixeira               | [ 1 ]  |
| 2022-2023 | Flavia Leal e Marcus Mesquita |        |
| 2024-     | Marcus Mesquita               |        |

### Mestre-sala e Porta-bandeira
| Anos      | Nome                                | Ref.          |
| --------- | ----------------------------------- | ------------- |
| 2001-2003 | Wanderli e Taninha                  |               |
| 2004      | Raphael Rodrigues e Bárbara Leir    |               |
| 2005      | Denilson Marcolino e Eliane Santos  |               |
| 2006      | André e Café                        |               |
| 2007-2009 | Alex Marcelino e Maura              |               |
| 2012      | Marcinho e Thaisa                   |               |
| 2013      | Toninho e Babi Cruz                 | [ 2 ]         |
| 2014      | Toninho e Flora                     |               |
| 2015      | William Barbosa e Amandah Rodrigues | [ 16 ]        |
| 2016-2017 | Leonardo Thomé e Amandah Rodrigues  | [ 32 ] [ 33 ] |
| 2018      | William Barbosa e Priscilla Costa   | [ 34 ]        |
| 2019      | Jeferson Pereira e Gabby Oliveira   |               |
| 2020      | Raphael Nascimento e Gabby Oliveira | [ 1 ]         |
| 2022      | Wallace Pessoa e Amandah Rodrigues  |               |
| 2023      | Jorge Vinícius e Amandah Rodrigues  |               |

### Rainhas de Bateria
| Rainha de bateria | Rainha de bateria     | Rainha de bateria |
| Período           | Nome                  | Ref.              |
| ----------------- | --------------------- | ----------------- |
| 2004              | Silvana Alves         |                   |
| 2005-2023         | Luciane Soares        | [ 17 ] [ 1 ]      |
| 2024              | Levis Cláudia Francis |                   |
| 2025-             | Índia Zurich          |                   |

## Carnavais
| Ano | Colocação | Divisão | Enredo | Carnavalesco | Ref.          |
| --- | --- | --- | --- | --- | ------------- |
| 1987 | 3.º Lugar | Grupo 4 | Oba, oba, Ziriguidum Skindô | Ivan Carneiro | [ 35 ] [ 36 ] |
| 1988 | Campeã | Grupo 4 | Coroação de Ganga-Zumba | Ivan Carneiro e Haroldo Cohen                                                                                         | [ 37 ] [ 35 ] |
| 1989 | 3.º Lugar | Grupo 3 | Alafim-Yo-Yó | Ivan Carneiro | [ 38 ] [ 35 ] |
| 1990 | Campeã | Grupo B | O Leão falou, abre o jogo, doutor | Lilian Rabello | [ 35 ]        |
| 1991 | Vice-campeã | Grupo A (segunda divisão)                                                                                             | Quem te viu quem TV | Lilian Rabello | [ 39 ] [ 35 ] |
| 1992 | 13.º Lugar (Rebaixada)                                                                                                | Grupo Especial (primeira divisão)                                                                                     | O Leão na selva de ilusões de Janete Clair (Samba-enredo composto por Carlinhos Pretinho, Tavinho Dafé e José Jorge)                                                                                      | Comissão de Carnaval (Fábio Borges, Adalmir Braga e Paulo Sottero)                                                    | [ 35 ]        |
| 1993 | 5.º Lugar | Grupo A (segunda divisão)                                                                                             | O que é que a Baixada tem | Fábio Borges | [ 35 ]        |
| 1994 | 6.º Lugar | Grupo A (segunda divisão)                                                                                             | Da França tropical a Orfeu do carnaval | Fábio Borges | [ 35 ]        |
| 1995 | 12.º Lugar | Grupo A (segunda divisão)                                                                                             | Arautos do Brasil mulato | Fábio Borges | [ 35 ]        |
| 1996 | 9.º Lugar (Rebaixada)                                                                                                 | Grupo B (terceira divisão)                                                                                            | Tudo isto quer dizer Brasil | Fábio Borges | [ 35 ]        |
| 1997 | 5.º Lugar | Grupo C (quarta divisão)                                                                                              | O som nosso de cada dia | Fábio Borges | [ 35 ]        |
| 1998 | 8.º Lugar | Grupo C (quarta divisão)                                                                                              | A força da fé | Fábio Borges | [ 35 ]        |
| 1999 | Campeã | Grupo C (quarta divisão)                                                                                              | O Leão ruge forte em Nova Iguaçu | Jaime Cezário | [ 35 ]        |
| 2000 | Campeã | Grupo B (terceira divisão)                                                                                            | O Leão nos caminhos do ouro | Jaime Cezário | [ 40 ]        |
| 2001 | 8.º Lugar | Grupo A (segunda divisão)                                                                                             | Allah-la-ô, um carnaval das Arábias | Alex de Souza | [ 41 ] [ 42 ] |
| 2002 | 5.º Lugar | Grupo A (segunda divisão)                                                                                             | Do esplendor diamantino, aos sonhos dourados de Juscelino | Alex de Souza | [ 43 ]        |
| 2003 | 8.º Lugar | Grupo A (segunda divisão)                                                                                             | Beleza: a busca eterna do ser | Alex de Souza | [ 44 ] [ 45 ] |
| 2004 | 11.º Lugar (Rebaixada)                                                                                                | Grupo A (segunda divisão)                                                                                             | Insano Planeta Insone | Mauro Quintaes e Gilberto Muniz                                                                                       | [ 46 ] [ 47 ] |
| 2005 | 11.º Lugar (Rebaixada)                                                                                                | Grupo B (terceira divisão)                                                                                            | Na magia do palco da vida - Emilinha Borba, a Rainha do Brasil! (Samba-enredo composto por Luis Carlos D'Avenida, Don Mosquito, Carlinhos Ousadia e Tanir da Ponte)                                       | Flávio Campello | [ 48 ] [ 49 ] |
| 2006 | 5.º Lugar | Grupo C (quarta divisão)                                                                                              | Quem acredita sempre alcança (Samba-enredo composto por Índio, Heitor Du Boné, Júnior e Zé do Pagode) | Flávio Campello | [ 50 ] [ 51 ] |
| 2007 | 10.º Lugar | Grupo C (quarta divisão)                                                                                              | Bairro escola a luz da esperança para uma Nova Iguaçu (Samba-enredo composto por Jadir Mendes, Emerson Mattos, Belinha, Ratinho e Jobel do Caiçara)                                                       | Soller Viana | [ 52 ] [ 53 ] |
| 2008 | 13.º Lugar (Rebaixada)                                                                                                | Grupo C (quarta divisão)                                                                                              | O que é que a Ciata tem? (Samba-enredo composto por Paulinho Pontes, Paulinho TJ, Oracio) | Gilberto Muniz | [ 23 ] [ 54 ] |
| 2009 | 13.º Lugar (Rebaixada)                                                                                                | Grupo RJ-3 (quinta divisão)                                                                                           | Da pré-história ao carnaval, o Leão conta a sua história | Marco Aranha Marcyo Oliveira                                                                                          | [ 55 ]        |
| 2010 | Campeã | Grupo RJ-4 (sexta divisão)                                                                                            | De Neguinho da Vala, a Neguinho da Beija-Flor. Um príncipe negro na corte do Leão (Samba-enredo composto por Claudio Agitação, Zé do Pagode, Deca e Juarez)                                               | Léo Mídia | [ 24 ]        |
| 2011 | 6.º Lugar | Grupo D (quinta divisão)                                                                                              | Nas garras do Leão? Os sentidos da emoção (Samba-enredo composto por Roxinho, Adilson DR, Checa, Cacau e Renatinho)                                                                                       | Amauri Santos Léo Mídia                                                                                               | [ 25 ] [ 56 ] |
| 2012 | 9.º Lugar | Grupo D (quinta divisão)                                                                                              | De Maxabomba a Nova Iguaçu, Um caminho de glórias rumo ao futuro (Samba-enredo composto por Roxinho, Adilson DR, Everaldo, Cacau, Marcos Lauriano e Vadinho BPP)                                          | Amauri Santos e Léo Mídia                                                                                             | [ 26 ]        |
| 2013 | Vice-campeã | Grupo D (quinta divisão)                                                                                              | Filho de mestre... Mestre Andrezinho é a eterna estrela do samba (Samba-enredo composto por Arlindo Cruz, Arlindo Neto, Babi e Flora)                                                                     | Róbson Goulart | [ 57 ] [ 2 ]  |
| 2014 | 8.º Lugar | Grupo C (quarta divisão)                                                                                              | Quero ver quem não vai se embalar... Babi Cruz, a verdadeira majestade da passarela! (Samba-enredo composto por Arlindo Cruz, Arlindo Neto, Andrezinho e Flora)                                           | Amauri Santos e Carlos Calada                                                                                         | [ 6 ] [ 58 ]  |
| 2015 | Campeã | Série C (quarta divisão)                                                                                              | Da força de Zumbi à raça de Mandela (Samba-enredo composto por André Jr., Manga, Diego Nascimento, Serginho Castro e George Wagner)                                                                       | Ivan Carneiro e Sílvio César Ribeiro                                                                                  | [ 17 ] [ 16 ] |
| 2016 | 3.º Lugar | Série B (terceira divisão)                                                                                            | Pas de dance - Hoje tem festa no arraiá | Cid Carvalho | [ 59 ]        |
| 2017 | 10.º Lugar (Rebaixada)                                                                                                | Série B (terceira divisão)                                                                                            | Ilê Axé Opô Afonjá — O Rei está na terra | Cid Carvalho | [ 31 ]        |
| 2018 | 11.º Lugar (Rebaixada)                                                                                                | Série C (quarta divisão)                                                                                              | Com vaidade à flor da pele, o Leão exalta a divina beleza humana! | Amauri Santos | [ 60 ]        |
| 2019 | 5.º Lugar | Série D (quinta divisão)                                                                                              | Alma Cabocla - Magia, Fascínio e Preservação no Coração da Amazônia! | Clébio de Freitas | [ 61 ]        |
| 2020 | Vice-campeã (Acesso)                                                                                                  | Acesso da Intendente (quarta divisão)                                                                                 | Madonas Negras do Brasil! | Clébio de Freitas | [ 62 ] [ 1 ]  |
| Inicialmente adiados para o mês de julho, os desfiles do Carnaval 2021 foram cancelados devido a pandemia de Covid-19 | Inicialmente adiados para o mês de julho, os desfiles do Carnaval 2021 foram cancelados devido a pandemia de Covid-19 | Inicialmente adiados para o mês de julho, os desfiles do Carnaval 2021 foram cancelados devido a pandemia de Covid-19 | Inicialmente adiados para o mês de julho, os desfiles do Carnaval 2021 foram cancelados devido a pandemia de Covid-19                                                                                     | Inicialmente adiados para o mês de julho, os desfiles do Carnaval 2021 foram cancelados devido a pandemia de Covid-19 | [ 63 ]        |
| 2022 | 9.º Lugar | Série Prata (Sábado) (terceira divisão)                                                                               | Dedé da Portela - Fez da Vida Poesia e Cantou sua Alegria em Tempo de Carnaval | Léo Mídia | [ 64 ]        |
| 2023 | 4.º Lugar | Série Prata (Sexta-feira)(terceira divisão)                                                                           | Orlando Orfei - O Circo que vive em mim (Samba-enredo composto por Rafael Lima, Nego Lourenço, Argentina Caetano, Marquinhos BF, Rosangela Mendes, Rodrigo Rei Momo, Guto Biral, Rafa Berê e Renan Diniz) | Cahê Rodrigues Lucas Pinto                                                                                            | [ 65 ]        |
| 2024 | 12.º Lugar | Série Prata (Sexta-feira) (terceira divisão)                                                                          | Festa de Preto Compositores Roxinho, Menilson, André Freitas, Adilson Dr., Nilton e Gesualdi | Amauri Santos Miro Freitas                                                                                            | [ 66 ]        |
| 2025 | 27.º Lugar | Série Prata(terceira divisão)                                                                                         | O Grande Obá | Juninho Fala Sério Uilber Guarinho                                                                                    | [ 67 ]        |

## Títulos
| Divisão | Divisão          | Títulos | Carnavais   |
|         | Terceira divisão | 2       | 1990 e 2000 |
|         | Quarta divisão   | 2       | 1999 e 2015 |
|         | Quinta divisão   | 2       | 1988 e 2010 |

## Premiações
Prêmios recebidos pelo GRES Leão de Nova Iguaçu.
| Ano  | Prêmio              | Categoria / premiados                                                                 | Divisão    | Ref.          |
| ---- | ------------------- | ------------------------------------------------------------------------------------- | ---------- | ------------- |
| 2001 | S@mba-Net           | Intérprete (Pixulé)                                                                   | Grupo A    | [ 68 ]        |
| 2003 | S@mba-Net           | Casal de Mestre-sala e Porta-bandeira (Vanderli e Taninha)                            | Grupo A    | [ 69 ]        |
| 2003 | S@mba-Net           | Ala ("Inquisição")                                                                    | Grupo A    | [ 69 ]        |
| 2003 | S@mba-Net           | Ala das baianas                                                                       | Grupo A    | [ 69 ]        |
| 2004 | S@mba-Net           | Ala mirim                                                                             | Grupo A    | [ 70 ]        |
| 2004 | Troféu Jorge Lafond | Velha guarda                                                                          | Grupo A    | [ 71 ]        |
| 2004 | Troféu Jorge Lafond | Personalidade (Célio de Souza Gouveia)                                                | Grupo A    | [ 71 ]        |
| 2010 | Troféu Jorge Lafond | Campeã do Grupo RJ-4                                                                  | Grupo RJ-4 | [ 72 ]        |
| 2012 | Elite do Samba      | Intérprete (Cremilson Silva)                                                          | Grupo D    | [ 73 ]        |
| 2013 | Elite do Samba      | Harmonia                                                                              | Grupo D    | [ 74 ]        |
| 2013 | Oscar do Samba      | Intérprete                                                                            | Grupo D    | [ 75 ]        |
| 2013 | Oscar do Samba      | Casal de Mestre-sala e Porta-bandeira (Tuninho e Babi)                                | Grupo D    | [ 75 ]        |
| 2013 | Samba na veia       | Harmonia                                                                              | Grupo D    | [ 76 ]        |
| 2014 | Elite do Samba      | Velha guarda                                                                          | Grupo C    | [ 77 ]        |
| 2015 | Elite do Samba      | Melhor escola                                                                         | Grupo C    | [ 78 ]        |
| 2015 | Elite do Samba      | Harmonia                                                                              | Grupo C    | [ 78 ]        |
| 2015 | Elite do Samba      | Ala das baianas                                                                       | Grupo C    | [ 78 ]        |
| 2015 | Troféu Jorge Lafond | Campeã do Grupo C                                                                     | Grupo C    | [ 79 ]        |
| 2015 | Plumas & Paetês     | Compositores (André Junior, Manga, Diego Nascimento, Serginho Castro e George Wagner) | Grupo C    | [ 80 ]        |
| 2015 | Plumas & Paetês     | Pesquisador (Oberdan Rodrigues da Silva)                                              | Grupo C    | [ 80 ]        |
| 2016 | S@mba-Net           | Melhor escola                                                                         | Grupo B    | [ 81 ] [ 82 ] |
| 2016 | Troféu Sambista     | Casal de Mestre-sala e Porta-bandeira (Leonardo Thomé e Amandah Rodrigues)            | Grupo B    | [ 83 ] [ 84 ] |
| 2016 | Troféu Sambista     | Intérprete (Nêgo)                                                                     | Grupo B    | [ 83 ] [ 84 ] |